# Turan Fýtbol Klýby
Il Tūran Futbol Kluby (in kazako Тұран футбол клубы?, traslitterazione anglosassone: FK Turan), è una società calcistica kazaka con sede nella città di Turkistan. Milita in Qazaqstan Prem'er Ligasy, la massima serie del campionato kazako.
Fondato nel 2002, disputa le partite interne alla Turkistan Arena di Turkistan, impianto da 7.000 posti.

## Cronistoria del nome
- 2002: Fondato come Qostýıin
- 2004: rinominato in Arys
- 2021: rinominato in Turan

## Organico

### Rosa 2021
| N. |                       | Ruolo | Calciatore           |
| -- | --------------------- | ----- | -------------------- |
| 1  | Kazakistan (bandiera) | P     | Stanislav Pavlov     |
| 2  | Russia (bandiera)     | D     | Lajonel Adams        |
| 3  | Kazakistan (bandiera) | D     | Nurlan Dairov        |
| 4  | Ucraina (bandiera)    | C     | Jevhen Smirnov       |
| 5  | Kazakistan (bandiera) | C     | Bekzhan Alipbekov    |
| 6  | Kazakistan (bandiera) | D     | Gafurzhan Nazarov    |
| 7  | Kazakistan (bandiera) | C     | Shynbolat Maksymkhan |
| 8  | Kazakistan (bandiera) | C     | Bekzat Beysenov      |
| 9  | Kazakistan (bandiera) | A     | Temirlan Amirov      |
| 10 | Kazakistan (bandiera) | A     | Tañat Nöserbayev     |
| 11 | Kazakistan (bandiera) | A     | Asylzhan Abbas       |
| 12 | Kazakistan (bandiera) | P     | Dauren Tokmagambetov |
| 13 | Kazakistan (bandiera) | D     | Ermek Kuantaev       |

| N. |                        | Ruolo | Calciatore         |
| -- | ---------------------- | ----- | ------------------ |
| 15 | Kazakistan (bandiera)  | C     | Elsuyer Alpysbay   |
| 17 | Kazakistan (bandiera)  | C     | Mardan Tölebek     |
| 18 | Kazakistan (bandiera)  | C     | Bakdaulet Akbergen |
| 20 | Kazakistan (bandiera)  | P     | Andrey Pasechenko  |
| 21 | Kazakistan (bandiera)  | C     | Rodion Minaripov   |
| 22 | Serbia (bandiera)      | D     | Stefan Živković    |
| 24 | Serbia (bandiera)      | C     | Milan Stojanović   |
| 26 | Kazakistan (bandiera)  | D     | Olžas Kerimžanov   |
| 27 | Kazakistan (bandiera)  | P     | Bekzhan Toktarbay  |
| 31 | Bielorussia (bandiera) | D     | Andrėj Zaleski     |
| 57 | Russia (bandiera)      | C     | Pavel Deobald      |
| 69 | Russia (bandiera)      | C     | Nikita Bočarov     |
| 99 | Nigeria (bandiera)     | A     | Stanley            |

## Palmarès

### Altri piazzamenti
- Birinşi Lïga:

Secondo posto: 2020, 2023